# فيكتور ديفيس
فيكتور ديفيس هو سباح كندي، ولد في 10 فبراير 1964 في جيلف في كندا، وتوفي في 13 نوفمبر 1989 في مونتريال في كندا.

## روابط خارجية
- فيكتور ديفيس على موقع الاتحاد الدولي للسباحة (الإنجليزية)
- فيكتور ديفيس على موقع SwimRankings.net (الإنجليزية)
- فيكتور ديفيس على موقع قاعة مشاهير السباحة العالمية (الإنجليزية)
- فيكتور ديفيس على موقع اللجنة الأولمبية الدولية (الإنجليزية)
- فيكتور ديفيس على موقع أوليمبيديا (الإنجليزية)
- فيكتور ديفيس على موقع اللجنة الأولمبية الكندية (الإنجليزية)
- فيكتور ديفيس على موقع قاعة كندا للمشاهير الرياضية (الإنجليزية)
- فيكتور ديفيس على موقع قاعة أونتاريو للمشاهير الرياضية (مؤرشف) (الإنجليزية)